# Mimon cozumelae
Mimon cozumelae es una especie de murciélago que pertenece a la familia Phyllostomidae. Es nativo de México, América Central y el norte de Sudamérica.

## Distribución
Su área de distribución incluye el sur de México, Belice, Guatemala, El Salvador, Honduras, Nicaragua, Costa Rica, Panamá, y Colombia.